# Charlie się bawi

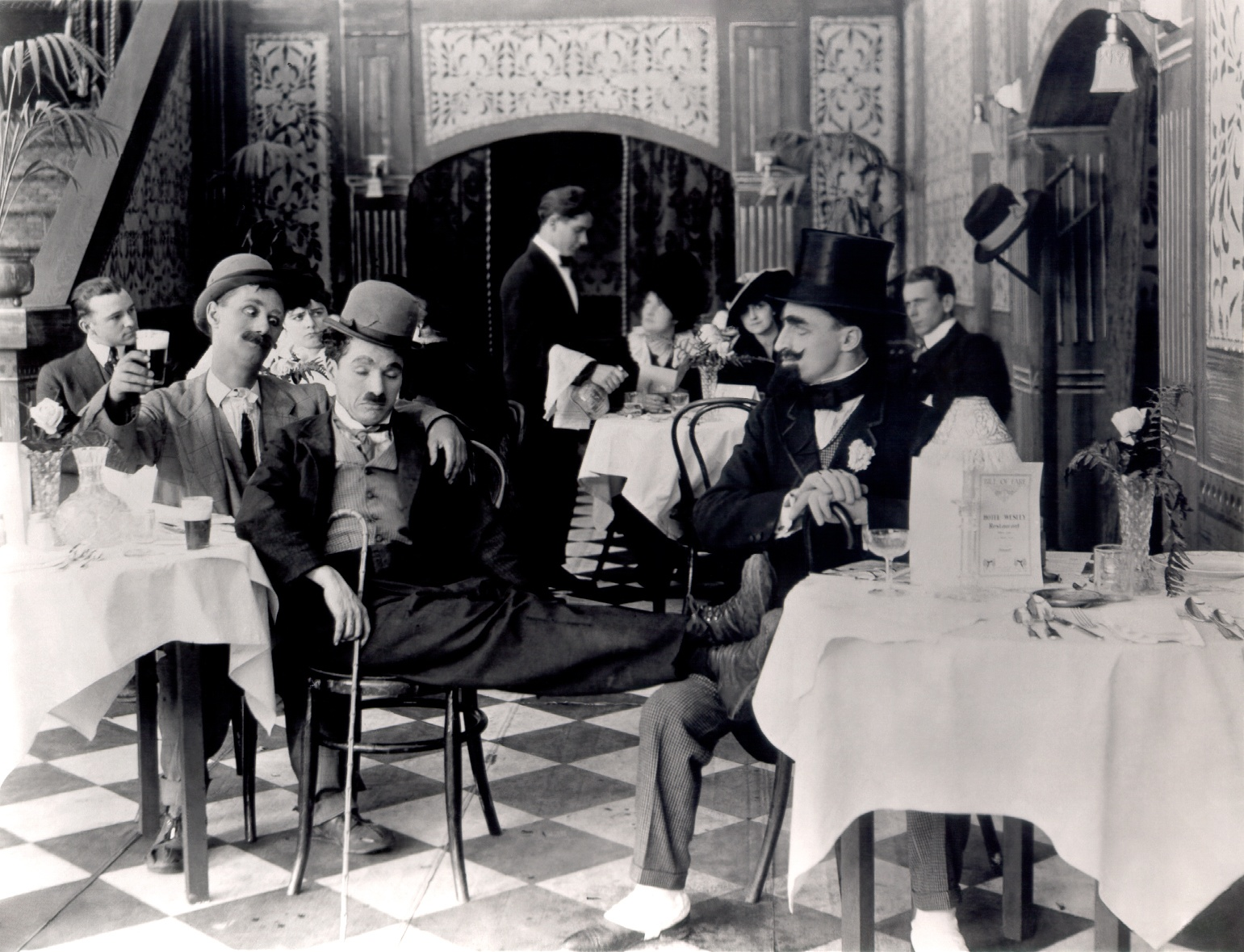
Kadr z filmu Charlie się bawi

Charlie się bawi (ang. A Night Out) − amerykański film niemy z 1915 roku, w reżyserii Charliego Chaplina. 
Film opowiada o perypetiach dwóch pijaków, którzy wędrując przez miasto wplątują się w zabawne przygody.

## Obsada
- Charlie Chaplin – hulaka
- Ben Turpin – kolega
- Edna Purviance – żona
- Fred Goodwins
- Leo White – elegancik
- Bud Jamison – kelner